# 热莱巴尔
热莱巴尔（法語：Jeux-lès-Bard，法語發音：[ʒø lɛ baʁ]，意为“巴尔附近的热”）是法国科多尔省的一个市镇，属于蒙巴尔区。

## 地理
热莱巴尔（47°31'55"N, 4°15'3"E）面积3.25 平方千米，位于法国勃艮第-弗朗什-孔泰大區科多尔省，该省份为法国中东部省份，北起奥布省，西接涅夫勒省和约讷省，南至索恩-卢瓦尔省，东南接汝拉省，东临上索恩省，东北部与上马恩省接壤。
与热莱巴尔接壤的市镇（或旧市镇、城区）包括：阿蒂、托尔西和普利尼、巴尔莱塞普瓦斯、科尔桑、热奈。

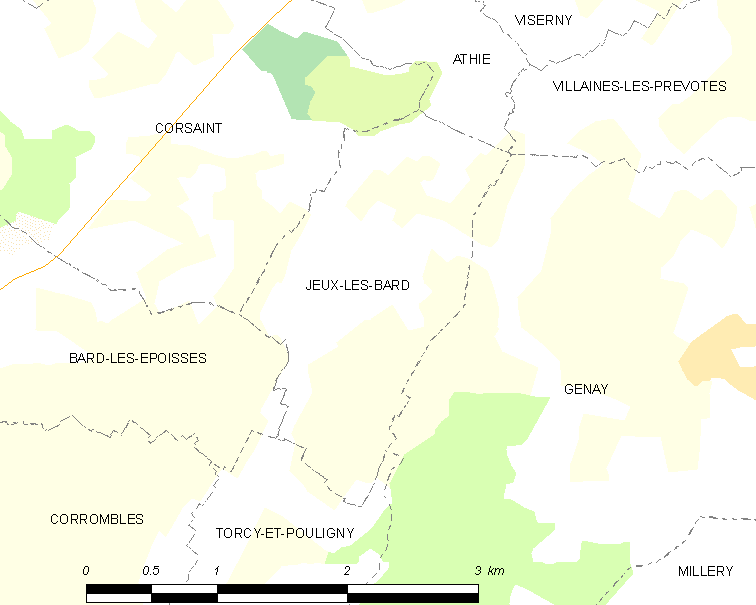
热莱巴尔的OSM定位图

热莱巴尔的时区为UTC+01:00、UTC+02:00（夏令时）。

## 行政
热莱巴尔的邮政编码为21460，INSEE市镇编码为21324。

## 政治
热莱巴尔所属的省级选区为欧苏瓦地区瑟米尔县。

## 人口

1962-2008年间热莱巴尔人口变化图示

热莱巴尔于2022年1月1日时的人口数量为53人。